# Намцо
Намцо (Тенгринур) (на китайски: 納木錯; на пинин: Nàmù Cuò; на тибетски: གནམ་མཚོ) е солено безотточно езеро в Югозападен Китай, в Тибетския автономен регион. Площта му е 1920 km², а обемът – 0,768 km³, максималната му дълбочина е 125 m.
Езерото Намцо е разположено в безотточна котловина в Тибетската планинска земя в северното подножие на хребета Ниенчен Тангла (съставна част на планината Трансхималаи, Гандисишан) на 4729 m н.в. (според данни от Google Earth), на около 110 km по права линия на север-северозапад от град Лхаса. Има удължена форма от запад на изток с дължина 70 km и ширина до 30 km в западната му част. Площта на водосборния му басейн е 10 741 km². От ноември до май замръзва. Езерото е богато на риба и е развит местният риболов.